# Ctidružický potok
Ctidružický potok je malý vodní tok na rozhraní krajů Vysočina a Jihomoravského, pravý přítok Jevišovky. Je dlouhý asi 11 km, má několik delších zdrojnic (Doubravka, Spetický potok). Povodí má plochu 59,9 km².

## Průběh toku
Pramení mezi Dešovem a Novými Syrovicemi, teče na jihovýchod až východ nejprve zalesněnou, pak polní krajinou. U Ctidružic napájí Černý rybník a menší Ctidružický rybník. Pod obcí, poblíž železniční stanice Grešlové Mýto, se stéká s potokem Doubravka, který je zde delší, teče přímo a má větší povodí, přesto se obvykle označuje jako přítok. Výsledný tok krátce směřuje k severu, pak se znovu obrací na jihovýchod a před kamenným mostem v Grešlově Mýtě se vlévá do Jevišovky.